# Dead or Alive 5 Last Round
Dead or Alive 5 Last Round est un jeu de combat développé par la Team Ninja et édité par Koei Tecmo sur PlayStation 3, PlayStation 4, Xbox 360, Xbox One, Windows et sur borne d'arcade.

## Présentation
Dead or Alive 5 Last Round présente tout le contenu présent dans Dead or Alive 5 Ultimate, y ajoutant dans cette version de nouveaux costumes ainsi que la possibilité de modifier la coupe de cheveux des personnages pour les versions PlayStation 3 et Xbox 360. Deux nouveaux personnages et deux nouvelles arènes sont ajoutées pour les versions PlayStation 4 et Xbox One, avec une amélioration technique pour une résolution en 1080p et une animation à 60 images par seconde.
Cette dernière déclinaison de Dead of Alive 5 compte au total 36 personnages, soit 4 de plus que la version Dead or Alive 5 Ultimate. Le premier personnage est Honoka, une jeune étudiante japonaise qui se bat avec son propre style qu'elle appelle « Honoka Fu »,. Le second protagoniste est Raidou en version cyborg, l'un des premiers personnages originaux de Dead or Alive paru en 1997 sur Sega Saturn,. Le troisième personnage est un personnage invité et est issue de la saga Samurai Warriors, présentant Ii Naotora en DLC le 17 mars 2016. Le quatrième et dernier personnage est aussi un personnage invité, il s'agit de Mai Shiranui provenant de la série Fatal Fury, parue via DLC en septembre 2016. 

## Nouveaux personnages
- Honoka
- Raidou
- Ii Naotora (Samurai Warriors)
- Mai Shiranui (Fatal Fury)